# نانا پلازا

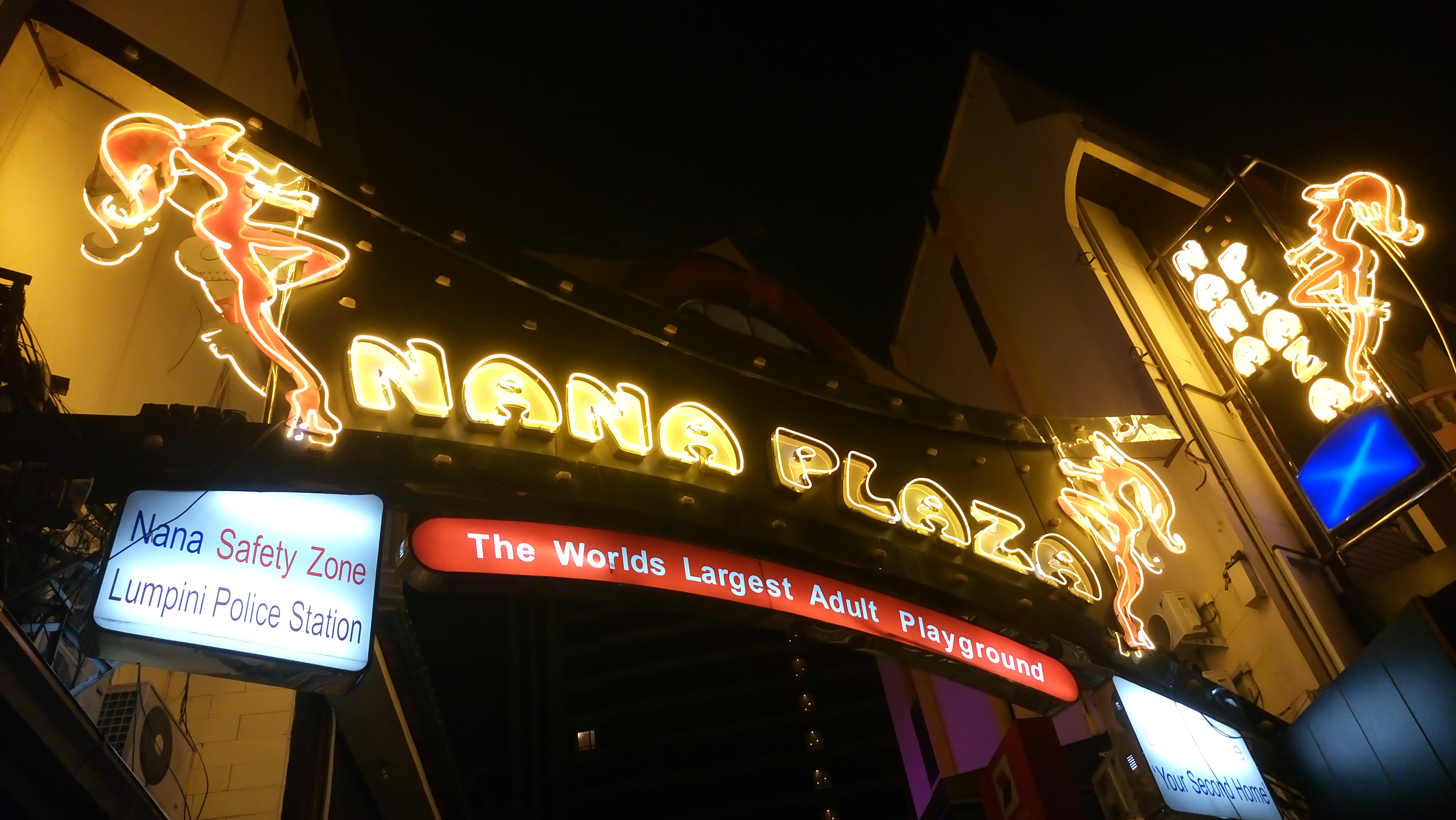
سر در نانا پلازا

 نانا پلازا (انگلیسی: Nana Plaza ، تایلندی: นานาพลาซ่า) یک مجتمع سرگرمی بزرگسالان در تایلند است که صاحبان مدعی هستند که بزرگترین مجتمع تجاری سرگرمی بزرگسالان در جهان است . نانا پلازا درخیابان سوخومیت از محله سرخ خلونگ‌تویی بانکوک واقع است .

## تاریخچه
نانا پلازا در دهه ۷۰ یک مرکز خرید در تایلند بود ولی به تدریج رستوران‌ها و کافه‌ها جایگزین آن شد . در سال ۲۰۱۲ نانا پلازا توسط یک شرکت شرکای نانا Nana Partners Co به قیمت ۲۵ میلیون دلار خریداری و بازسازی شد .

## کاربری نانا پلازا

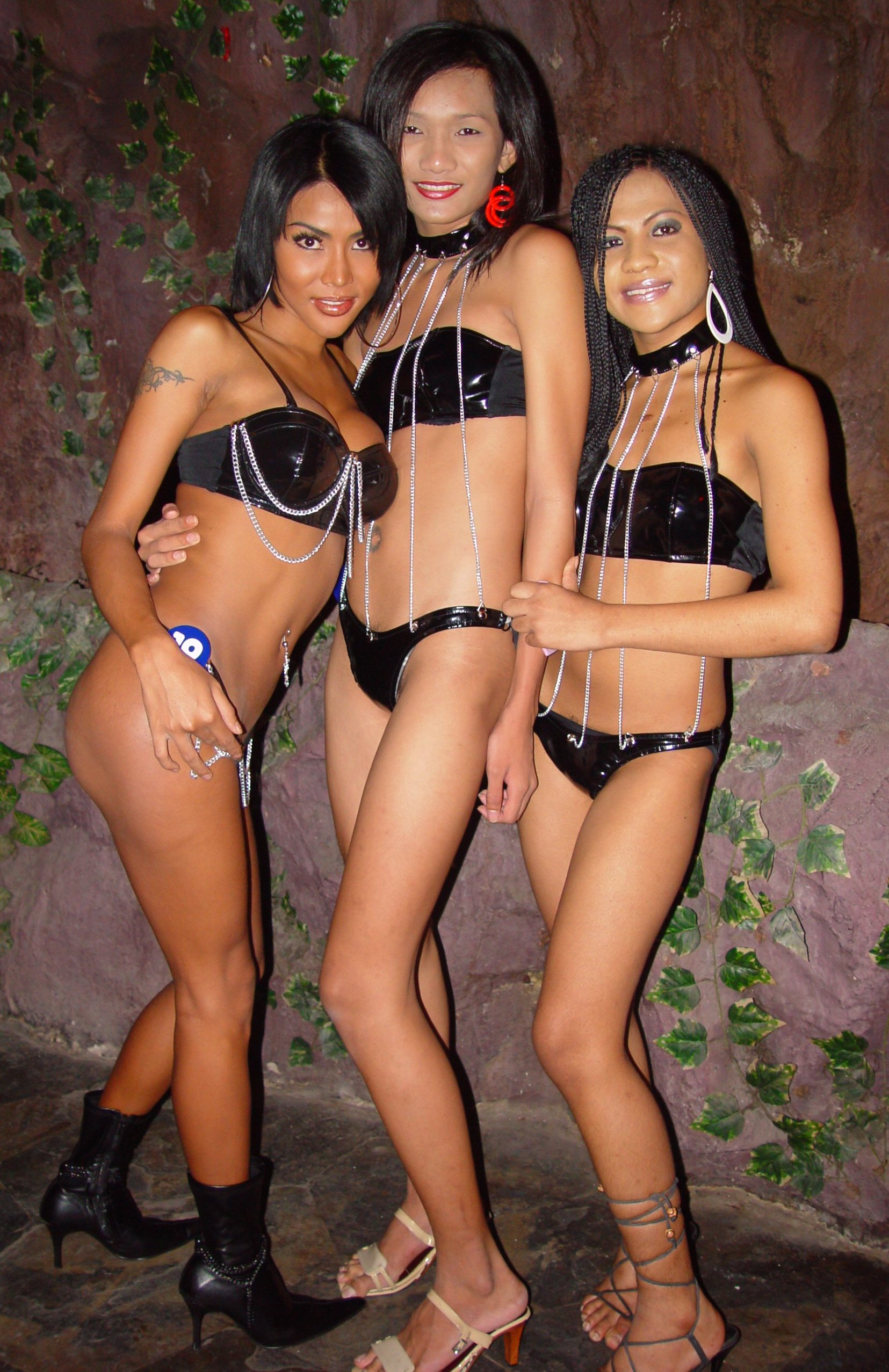
لیدی بوی‌ها

طبقه همکف نانا پلازا عموماً محل کازینوها و کاباره‌ها و میخانه‌ها است که در آن‌جا دختران بار مشتریان خود را برای سکس شکار می‌کنند و برای سکس ساعتی آنها را به طبقات دوم و سوم می‌برند. علاوه بر زنان لیدی‌بوی‌ها از خدمات ناناپلازا است.